# 卡米亞諾吉爾卡 (埃米利奇涅區)
50°51′37″N 27°53′53″E / 50.86028°N 27.89806°E
卡米亞諾吉爾卡（烏克蘭語：Кам'яногірка），是烏克蘭北部的村莊，隸屬日托米爾州的茲維亞赫爾區。該村面積0.59平方公里，海拔高度206米，2001年人口165，人口密度每平方公里279.19人。